# Глазура (храна)
Глазура је слатка, често кремаста, направљена од шећера са течношћу, попут воде или млека, која је често обогаћена састојцима као што су путер, беланца или кремни сир. Користи се за украшавање пекарских производа, попут колача или кекса.  
Глазура може имати различити облик (нпр. цвећа, лишћа) и често се користи као украс за рођенданске и свадбене торте. 
Најједноставнија је залеђена глазура, која садржи шећер у праху (такође познат као шећер за глазуру или слаткише) и воду. Она се може обојити, на пример, употребом лимуновог сока, уместо воде. Неке глазуре могу се направити мешавином шећера и крем сира или киселе павлаке, или употребом млевених бадема (као у марципану). 
Начин наношења у великој мери зависи од врсте глазуре која се користи. Обично се наноси ножем. Такође, може се користити између слојева у торти као пуњење, или се може користити за потпуно или делимично прекривање спољашње стране торте или другог печеног производа. 

## Историја
Прекривање колача шећером у праху или другим материјалима уведено је у 17. веку. Чини се да је најранија употреба глагола премазати око 1600. године, а именица глазура из 1683. Први пут је коришћена 1750. године.

## Галерија
- Глазура у посуди, пре стављања на торту.
- Чоколадни колачи са глазуром.
- Торта од чоколадног тартуфа са глазуром.
- Кошарице са глазуром.
- Божићни колачићи.